# فرنسيسكو خافيير رييس
فرنسيسكو خافيير رييس (بالإسبانية: Francisco Javier Reyes)‏ (7 فبراير 1990 في هندوراس - ) هو لاعب كرة قدم هندوراسي في مركز حراسة المرمى، شارك في الألعاب الأولمبية الصيفية 2012. وشارك مع منتخب هندوراس تحت 17 سنة لكرة القدم ومنتخب هندوراس تحت 20 سنة لكرة القدم. أما مع النوادي، فقد لعب مع نادي ديبورتيفو أوليمبيا ونادي فيكتوريا ونادي ريال سوسيداد.

## وصلات خارجية
- فرنسيسكو خافيير رييس على موقع الاتحاد الدولي (مؤرشف)  (الإنجليزية)
- فرنسيسكو خافيير رييس على موقع قاعدة بيانات كرة القدم.إي يو (الإنجليزية)
- فرنسيسكو خافيير رييس على موقع Soccerway.com (الإنجليزية)
- فرنسيسكو خافيير رييس على موقع أوليمبيديا (الإنجليزية)